# Spa (stacja kolejowa)
Spa (fra: Gare de Spa) – stacja kolejowa w Spa, w prowincji Liège, w Belgii. Znajduje się na linii 44 Pepinster - Stavelot.
Została oddana do użytku w 1855 przez Compagnie du chemin de fer de Pepinster à Spa. Obecnie jest zarządzana przez SNCB/NMBS i obsługiwana przez pociągi regionalne (L) i w godzinach szczyty (P).

## Linie kolejowe
- 44 Pepinster - Stavelot

## Połączenia
| Typ pociągu | Trasa                                              | Częstotliwość |
| ----------- | -------------------------------------------------- | ------------- |
| Regionalny  | Aachen Hauptbahnhof - Welkenraedt - Spa-Géronstère | 1x/u          |